# Waidring
Waidring ist eine Gemeinde mit 2079 Einwohnern (Stand 1. Jänner 2024) und ein Dorf  im österreichischen Bundesland Tirol am Fuße der Loferer Steinberge und der Steinplatte. Die Gemeinde liegt im Gerichtsbezirk und Bezirk Kitzbühel.

## Geographie
Die Ortschaft liegt am Dreiländereck mit Bayern und Salzburg, im Strubtal (Loferbach/Haselbach). Bei Waidring befindet sich eine Talwasserscheide, das Tal setzt sich als Wald bis ins Leukental nach Erpfendorf fort (Innerwaldbach).

### Gemeindegliederung
Ortsteile sind Alpbachsiedlung, Auergasse, Berger, Brennhütte, Durchkaseralm, Enthgrieß, Geppenbühel, Hausergasse, Unterwasser, Strub, Rettenmoos, Haselbach, Hausstatt, Kranebittbauer, Mühlausiedlung, Mühltal, Reiterdörfl, Schöttl, Schredergasse, Sonnwendstraße, Steinplatte und Winkl.

### Nachbargemeinden
| Kössen             | Reit im Winkl                               |            |
| Kirchdorf in Tirol | Kompassrose, die auf Nachbargemeinden zeigt | Lofer (ZE) |
|                    | Sankt Ulrich am Pillersee                   |            |

## Geschichte

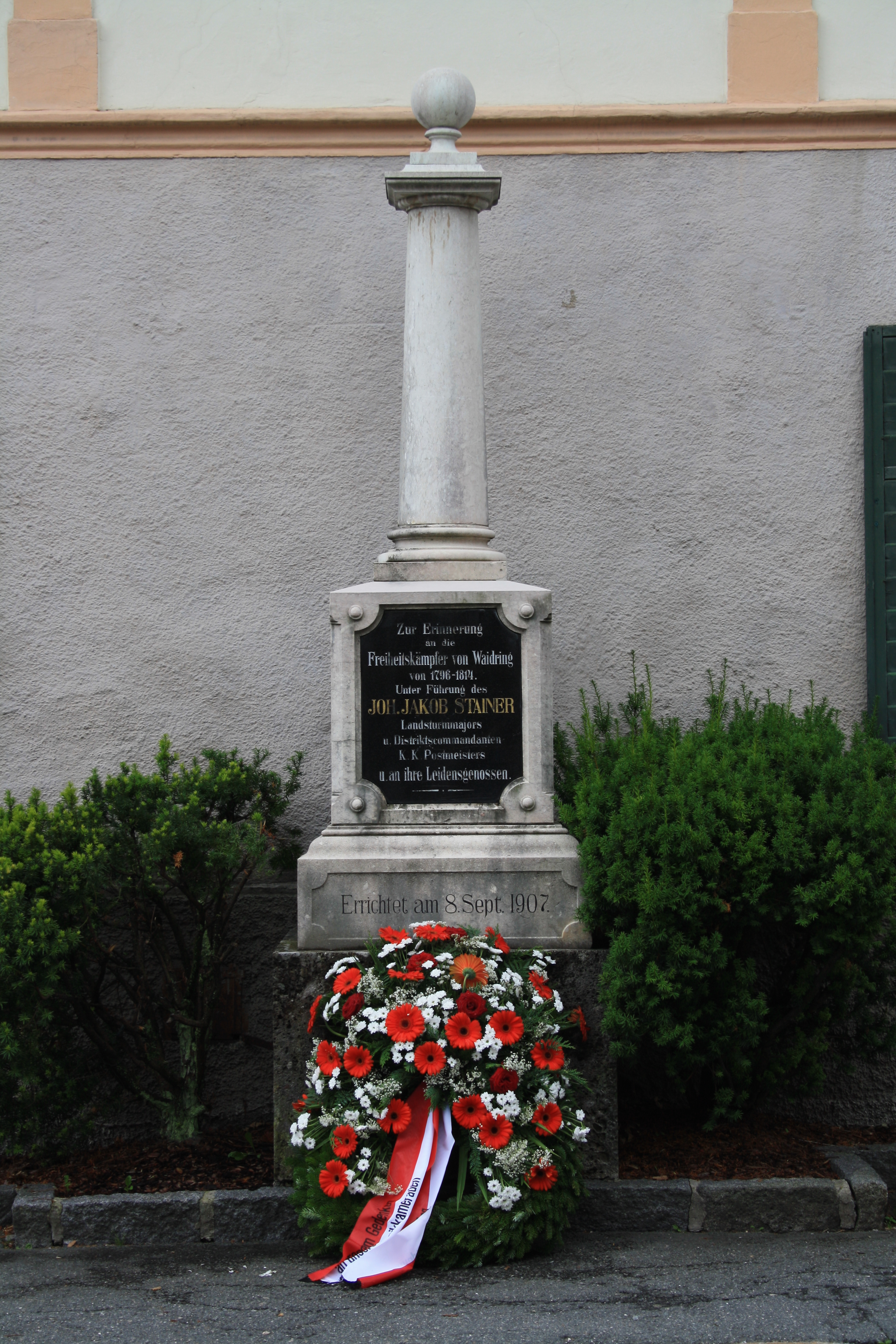
Denkmal für die Freiheitskämpfer 1796–1814

In einer Traditionsnotiz des Stifts St. Peter in Salzburg von ca. 1143–1147 wird Waidring als Waitheringin (‚Siedlung des Waitheri‘) erstmals urkundlich erwähnt. Um das Jahr 1266/67 kauften die Brüder des Salzburger Erzbischofs Friedrich von Walchen Güter in Waidring. Die barocke Pfarrkirche, die vermutlich zwei Vorgängerbauten hatte, wurde 1764 geweiht. Bis zur Säkularisation im Jahre 1803 lagen die Grundherrschaft bei den Walchen aus dem Pinzgau. Landesherrschaftlich gehört Waidring seit 1504 zu Tirol.
Während des fünften Koalitionskriegs wurde Waidring, nach der Niederlage der Tiroler am Pass Strub, am 11. und 12. Mai 1809 von bayerischen Truppen geplündert. Kirchlich gehörte Waidring zum Bistum Chiemsee, bis es 1817 zur Erzdiözese Salzburg kam. Im Jahre 1821 gab es im Gemeindegebiet 108 Häuser, und für 1834 sind 762 Einwohner belegt.
Im Mai 1945 wurde der nationalsozialistische Publizist Julius Streicher nach einer Anzeige aus der Bevölkerung durch Soldaten der US Army in Waidring festgenommen.

### Bevölkerungsentwicklung
EinwohnerJahr60090012001500180021001860189019201950198020102040EinwohnerEinwohnerentwicklung von Waidring
Waidring hat in den letzten Jahrzehnten ein kontinuierliches Bevölkerungswachstum, was sowohl auf eine positive Geburtenbilanz als auch auf eine positive Wanderungsbilanz zurückzuführen ist.

## Kultur und Sehenswürdigkeiten

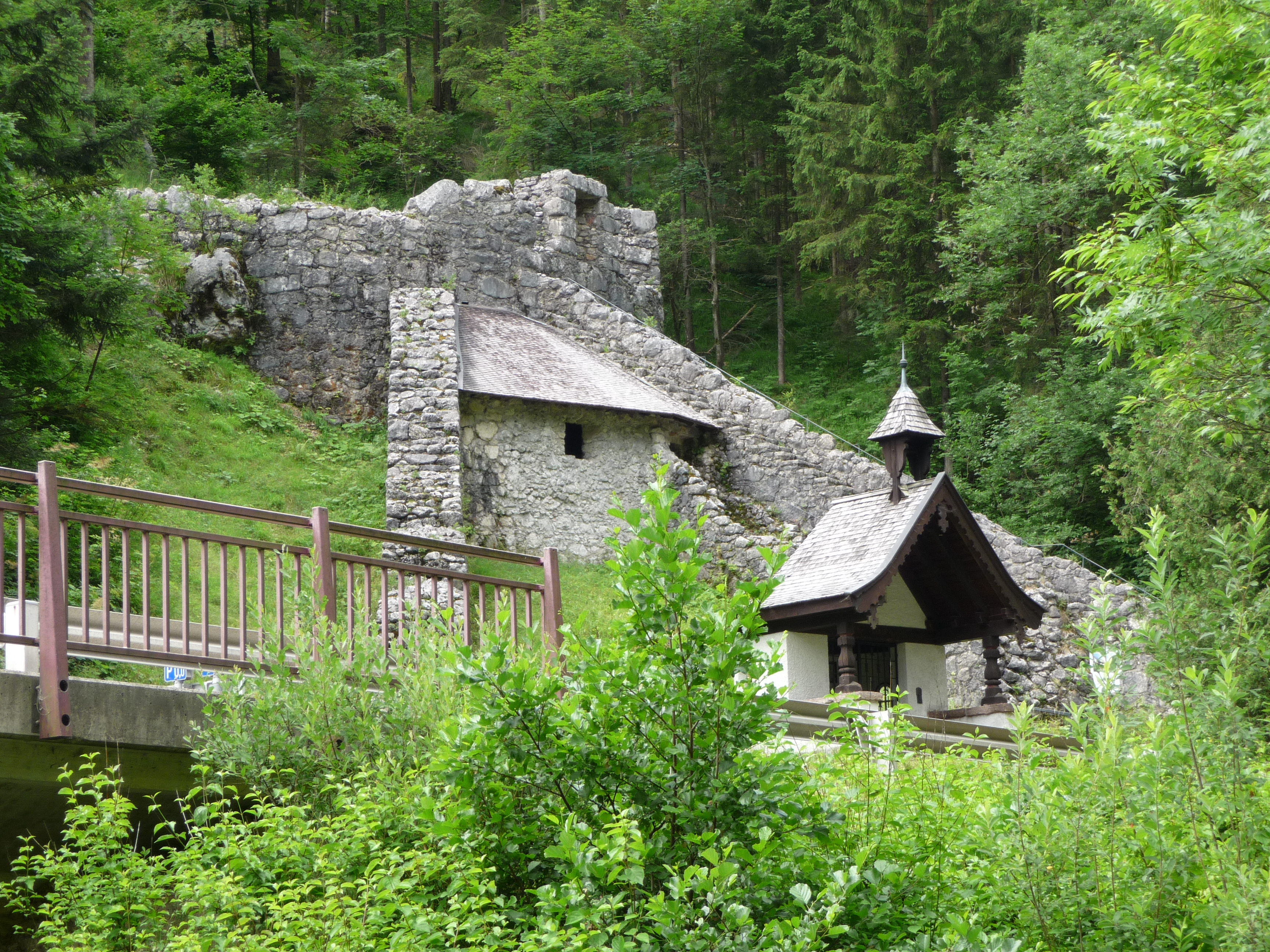
Ruine und Kapelle am Pass Strub

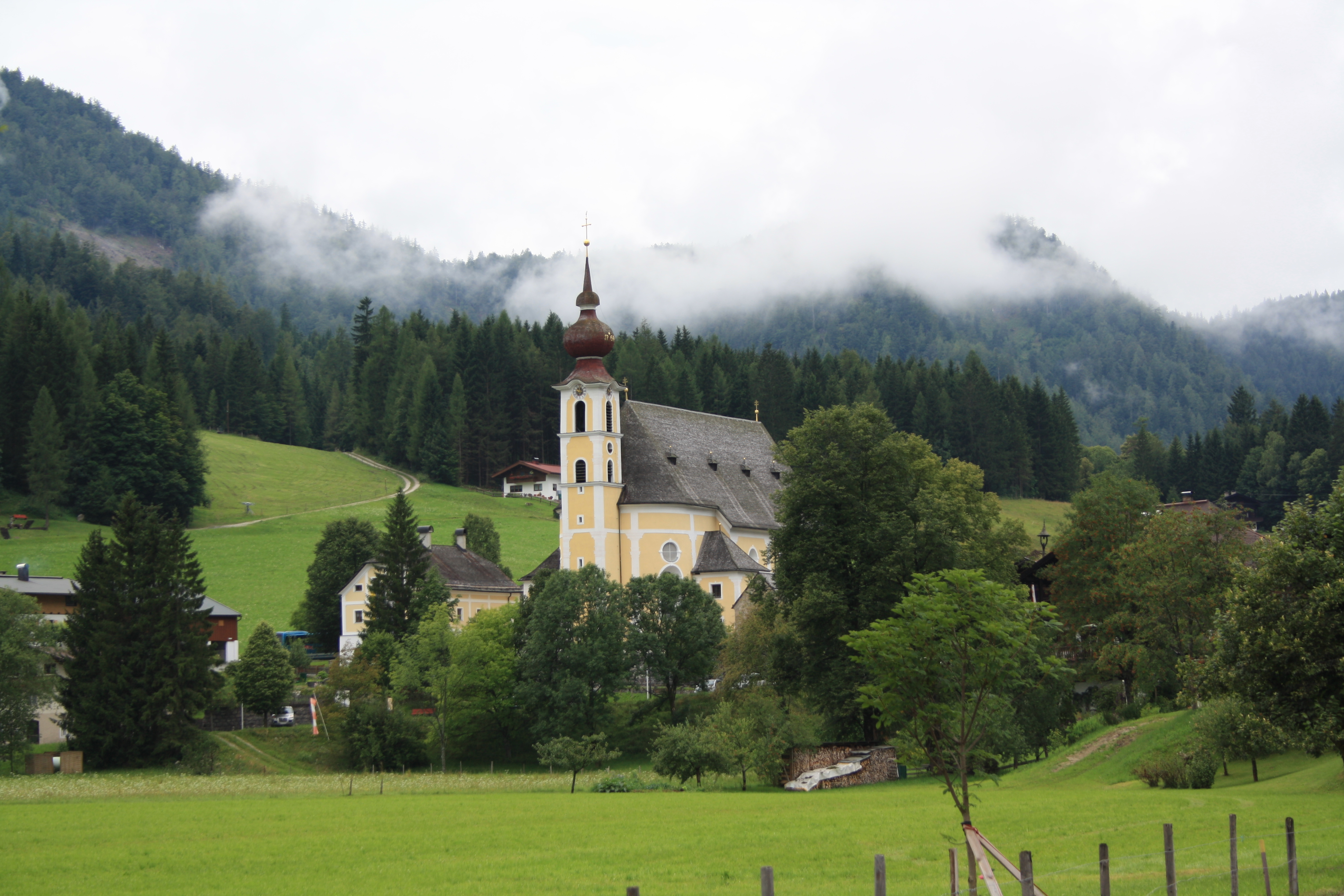
Pfarrkirche Waidring

- Pass Strub, Ruine und Kapelle an der Grenze zwischen Tirol und Salzburg
- Katholische Pfarrkirche Waidring Hll. Vitus und Nikolaus

## Wirtschaft und Infrastruktur
- Tourismus: Waidring bildet mit den Gemeinden Fieberbrunn, Hochfilzen, St. Jakob im Haus und St. Ulrich am Pillersee den Tourismusverband Pillerseetal.
- Waidring ist ein Ausgangspunkt für Wanderer und Skifahrer auf die Steinplatte und das Pillerseetal.

### Verkehr

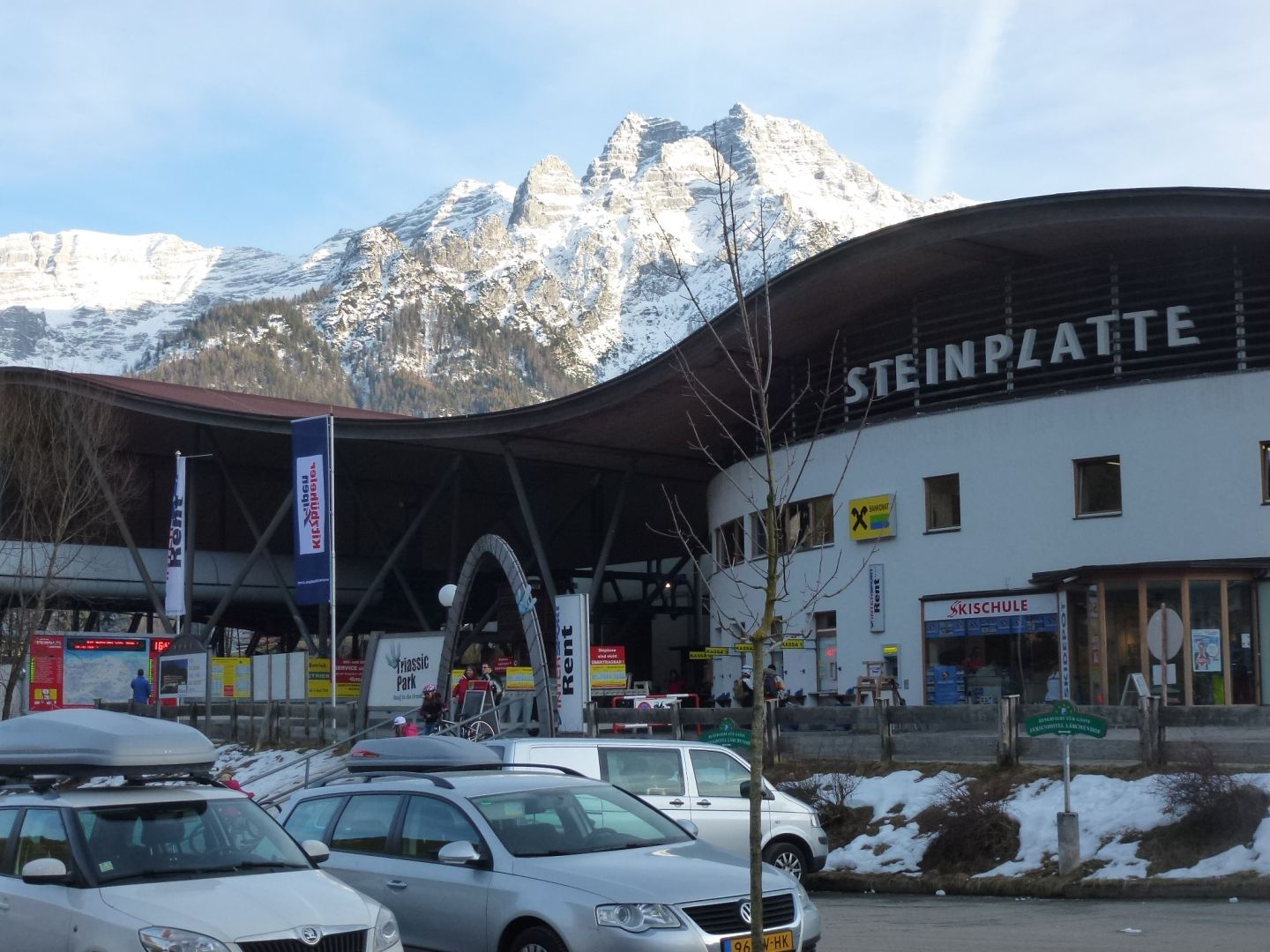
Talstation der Gondelbahn zur Steinplatte

Durch das Gemeindegebiet verläuft die Umfahrungsstraße der Loferer Straße B 178, die mit dem Kleinen Deutsches Eck eine bedeutende Ost-West-Verbindung Österreichs ist.
| Talpass Waidring Himmels  richtung Ost West Passhöhe 777 m ü. A. Region Tirol , Österreich Wasser  scheide Haselbach / Loferbach / Saalach / Salzach / Inn Innerwaldbach / Großache (Kössener Ache) / Tiroler Achen / Alz / Inn Talorte Lofer Erpfendorf Ausbau Loferer Straße B 178 [ 4 ] Gebirge Kirchbergstock bzw. Loferer und Leoganger Steinberge / Steinplatte bzw. Chiemgauer Alpen Besonder  heiten Talwasserscheide Profil Ø-Steigung 1,5 % (157 m / 10,7 km) 2,2 % (145 m / 6,6 km) Koordinaten 47° 35′ 18″ N , 12° 33′ 8″ O 47.588333333333 12.552166666667 777 REGION1-BEZ=REGION2-BEZ |                                                                                          |                                                                                          |
| Talpass Waidring |                                                                                          |                                                                                          |
| Himmelsrichtung | Ost                                                                                      | West                                                                                     |
| Passhöhe | 777 m ü. A.                                                                              | 777 m ü. A.                                                                              |
| Region | Tirol, Österreich                                                                        | Tirol, Österreich                                                                        |
| Wasserscheide | Haselbach / Loferbach / Saalach / Salzach / Inn                                          | Innerwaldbach / Großache (Kössener Ache) / Tiroler Achen / Alz / Inn                     |
| Talorte | Lofer                                                                                    | Erpfendorf                                                                               |
| Ausbau | Loferer Straße B 178                                                                     | Loferer Straße B 178                                                                     |
| Gebirge | Kirchbergstock bzw. Loferer und Leoganger Steinberge / Steinplatte bzw. Chiemgauer Alpen | Kirchbergstock bzw. Loferer und Leoganger Steinberge / Steinplatte bzw. Chiemgauer Alpen |
| Besonderheiten | Talwasserscheide                                                                         | Talwasserscheide                                                                         |
| Profil |                                                                                          |                                                                                          |
| Ø-Steigung | 1,5 % (157 m / 10,7 km)                                                                  | 2,2 % (145 m / 6,6 km)                                                                   |
| Koordinaten | 47° 35′ 18″ N, 12° 33′ 8″ O                                                              | 47° 35′ 18″ N, 12° 33′ 8″ O                                                              |

Bei Unterwasser zweigt die Pillerseestraße L 2 über St. Ulrich – St. Jakob nach Fieberbrunn ab (dort Anschluss Hochkönig Straße B 164).
Eine Mautstraße führt auf die Steinplatte.

### Bildung

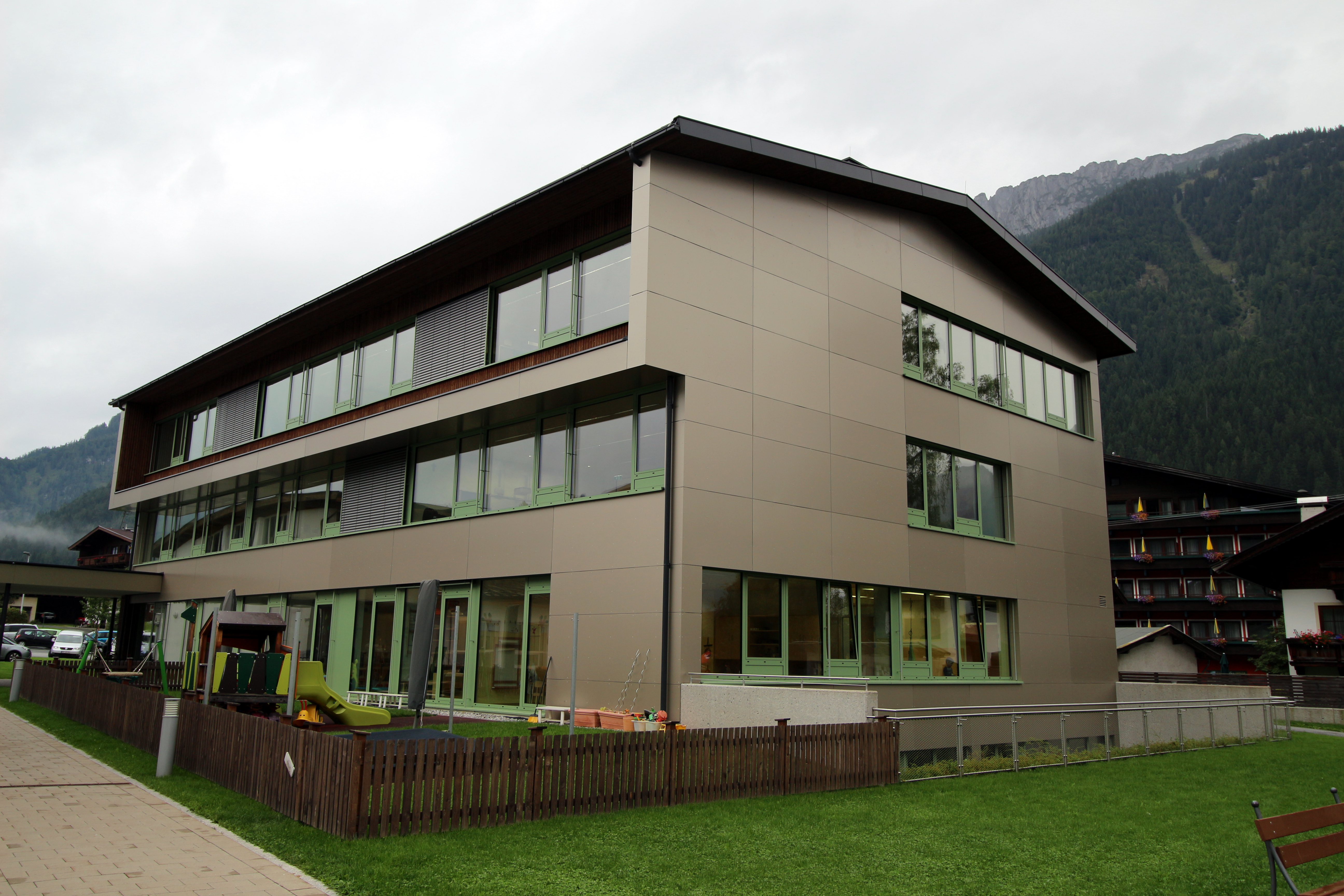
Volksschule Waidring

Im Ort gibt es eine neu errichtete Volksschule sowie einen Kindergarten.

## Politik

### Gemeinderat

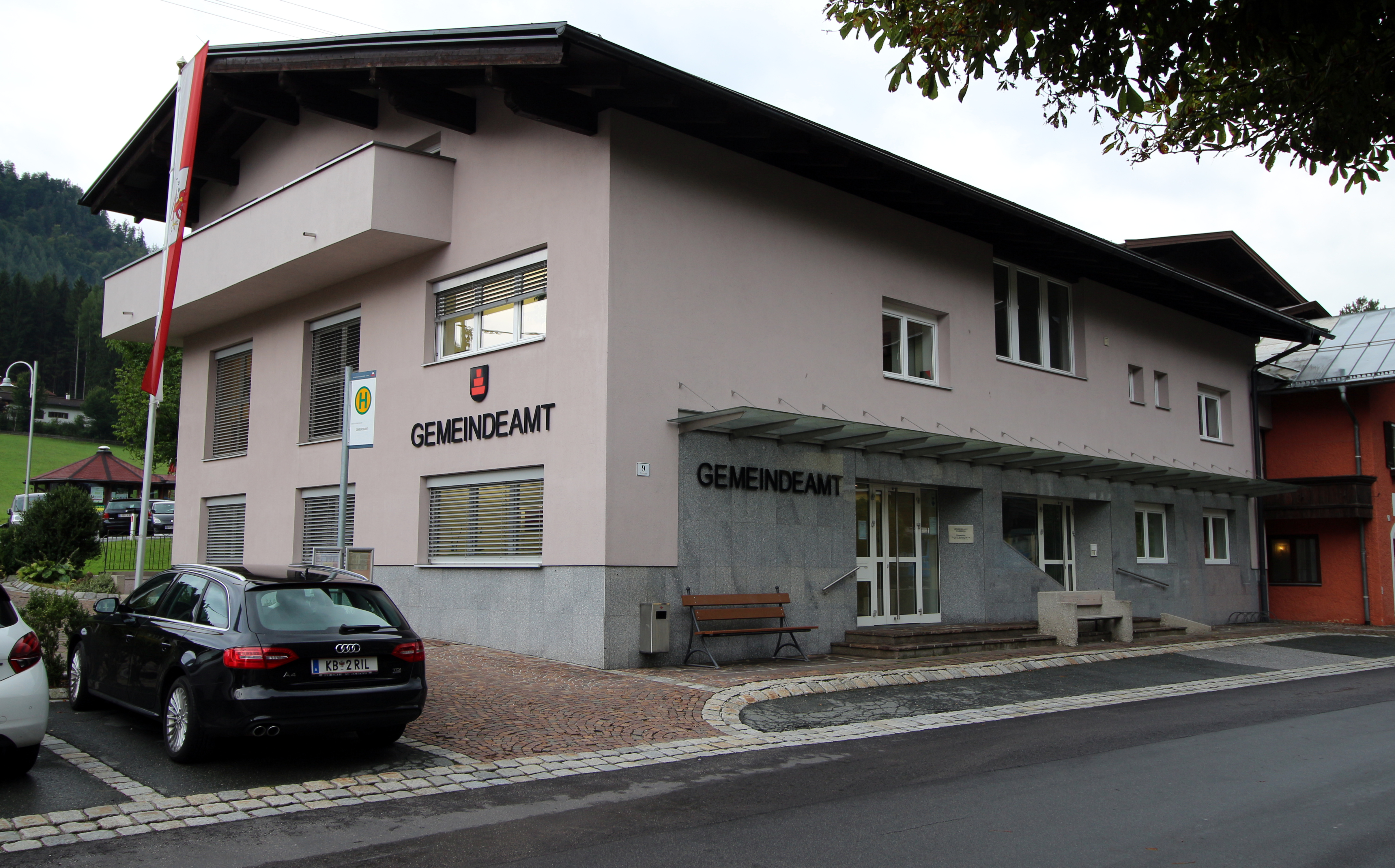
Gemeindeamt Waidring

Die Gemeinderat besteht aus 13 Mitgliedern.
- Mit den Gemeinderats- und Bürgermeisterwahlen in Tirol 1998 hatte der Gemeinderat folgende Verteilung: 5 Wir für Waidring – Bürgermeisterliste – ÖVP, 3 Waidring Aktiv – Liste Barbara Millinger – AAB, 2 Junge Parteifreie Liste – Waidringer für Waidring, 2 Waidringerliste – SPÖ und 1 Die Freiheitlichen für Waidring – FPÖ.[5]
- Mit den Gemeinderats- und Bürgermeisterwahlen in Tirol 2004 hatte der Gemeinderat folgende Verteilung: 4 Wir für Waidring – Bürgermeisterliste – ÖVP, 4 Waidring Aktiv – Liste Georg Hochfilzer – AAB, 3 Parteifreie Liste – Waidringer für Waidring und 2 Waidringerliste – Benedikt Foidl – SPÖ.[6]
- Mit den Gemeinderats- und Bürgermeisterwahlen in Tirol 2010 hatte der Gemeinderat folgende Verteilung: 6 Wir für Waidring – Liste Georg Hochfilzer, 4 Parteifreie Liste – Waidringer für Waidring, 1 Die Freiheitlichen für Waidring – FPÖ, 1 Waidringerliste – Benedikt Foidl – SPÖ und 1 „fair und unabhängig“.[7]
- Mit den Gemeinderats- und Bürgermeisterwahlen in Tirol 2016 hatte der Gemeinderat folgende Verteilung: 5 Wir für Waidring, 2 FPÖ, 2 Parteifrei für Waidring, 2 SPÖ und 2 Unser Waidring.[8]
- Mit der Gemeinderats- und Bürgermeisterwahl 2022 hat der Gemeinderat folgende Verteilung: 5 Wir für Waidring - Liste Georg Hochfilzer (WIR), 3 Unser Waidring (FÜR ENK), 2 Mia Woadringer - Team Mario Foidl (DAHOAM), 1 Parteifrei für Waidring (SEIBL), 1 Menschen Freiheit Grundrechte (MFG) und 1 Die Freiheitlichen für Waidring (FPÖ)[9]

### Bürgermeister
- 1945–1950 Johann Obermoser (ÖVP)
- 1989–2010 Heinrich Kienpointner (Wir für Waidring)
- seit 2010 Georg Hochfilzer (Wir für Waidring)

### Wappen
In schwarz drei abgeledigte, sich nach unten verjüngende rote Stufen.
Das Wappen ist abgeleitet vom Siegel des Edlen Otto von Walchen, dem das Dorf Waidring und die niedere Gerichtsbarkeit über das ganze Dorf gehörte. 1297 kaufte Konrad, Erzbischof von Salzburg, von der Tochter Ottos von Walchen und deren Gemahl von Freundsberg u. a. das Urbar zu Waithering. Die zur Vorlage verwendeten Siegel Ottos von Walchen hängen an zwei Urkunden vom 12. Juli 1272 und 29. Sept. 1273, welche im Österreichischen Staatsarchiv verwahrt sind.

## Persönlichkeiten

### Söhne und Töchter der Gemeinde
- Johann Jakob Stainer (1755–1826), Landsturmmajor und Distriktskommandant, k.k. Postmeister, Gastwirt
- Alois Winkler (1838–1925), Priester, Domherr, Landeshauptmann von Salzburg
- Johann Obermoser  (1894–1981), Politiker (ÖVP), Bürgermeister von 1945 bis 1950
- Johann Obermoser (* 1954), Architekt
- Günther Foidl (* 1982), Geschwindigkeitsskifahrer

### Ehrenbürger der Gemeinde
- 2018: Heinz Kienpointner, Altbürgermeister (1989–2010)[10]

### Personen mit Bezug zur Gemeinde
- Christoph Brandtner (* 2005), österreichisch-brasilianischer Skirennläufer, in Waidring aufgewachsen
- Alexander Kreuter (1886–1977), Wirtschaftsjurist, spendete zweimal Kirchenglocken für die Pfarrkirche
- Günther Nenning (1921–2006), Journalist, Autor, politischer Aktivist und Religionswissenschafter, starb hier
- Wolfgang Ambros (* 1952), Austro-Popmusiker, wohnt hier
- Nihils, Indie/Pop Musikgruppe